# Mesophlebion echinatum
Mesophlebion echinatum är en kärrbräkenväxtart som först beskrevs av Mett, och fick sitt nu gällande namn av Holtt. Mesophlebion echinatum ingår i släktet Mesophlebion och familjen Thelypteridaceae. Inga underarter finns listade.